# Natalia Grace
Natalia Grace (Barnett) Mans (* 4. September 2003 in Mykolajiw) ist eine in der Ukraine geborene US-Amerikanerin mit Kleinwuchs, die im Jahr 2010 im Alter von sechs Jahren von einer amerikanischen Familie adoptiert, aber bereits ein Jahr später von dieser ausgesetzt wurde. Kurz nach der Adoption im Sommer 2010 wurde Natalia bereits 7 Jahre alt. Die Adoptiveltern behaupteten, Natalia sei in Wirklichkeit eine erwachsene Betrügerin, und erwirkten 2011 einen Gerichtsbeschluss, der ihr Geburtsjahr von 2003 auf 1989 ändern ließ. Ein DNA-Test des Unternehmens TruDiagnostic im August 2023 ergab jedoch, dass Grace zum Zeitpunkt des Tests etwa 22 Jahre alt war, was darauf hindeutet, dass Natalia zum Zeitpunkt der Aussetzung durch ihre Adoptiveltern im Jahr 2011 erst acht Jahre alt war. Ihr Geburtsdatum wurde inzwischen rechtlich auf das Jahr 2003 zurück korrigiert.
Natalia Grace ist die Hauptfigur zweier Fernsehserien: der Serie Der Fall Natalia Grace (2023–2025) und der Hulu-Drama-Serie Good American Family.

## Leben

### Frühes Leben und Adoption
Natalia Grace wurde in der Ukraine geboren. Ihre leibliche Mutter ist Anna Volodymyrivna Gava und stammte aus Mykolajiw. Nach ihrer Geburt wurde sie in ein ukrainisches Waisenhaus gegeben. Bei ihr wurde Spondyloepiphysäre Dysplasie diagnostiziert, eine seltene Form von Kleinwuchs. Sie kam als Adoptivkind in die Vereinigten Staaten und wurde im Frühjahr 2010 von Kristine und Michael Barnett adoptiert. Vor ihrer Adoption durch die Barnetts war Natalia bereits in einer anderen Pflegefamilie in den USA untergebracht. Sie nahm den Namen Natalia Grace Barnett an.

### Aussetzung durch Adoptiveltern
Im Jahr 2011 beantragten die Barnetts erfolgreich beim Gericht in Marion County, Natalias ukrainisches Geburtsdatum von 2003 auf 1989 zu ändern, wodurch ihr Alter rechtlich von acht auf 22 Jahre angehoben wurde. Im Juli 2013 mieteten die Barnetts Natalia eine Wohnung in Westfield, Indiana, später mieteten sie ihr eine Wohnung in Lafayette, Indiana in einem Armenviertel mit hoher Kriminalitätsrate. Anschließend zogen die Barnetts mit ihren leiblichen Kindern nach Kanada und ließen Natalia allein in der Wohnung in Lafayette zurück. Kurz nachdem Natalia allein gelassen worden war, lud das Ehepaar Antwon und Cynthia Mans sie ein, bei ihnen zu leben, da sie bemerkten, dass Natalia Schwierigkeiten hatte, allein zurechtzukommen. Die Barnetts wurden wegen Vernachlässigung einer bedürftigen Person angeklagt, Michael wurde jedoch später freigesprochen.
Die Staatsanwaltschaft konnte Natalias leibliche Mutter in der Ukraine ausfindig machen. Natalias Mutter wurde als Anna Volodymyrivna Gava identifiziert, die am 20. April 1979 in Lettland geboren wurde. DNA-Tests bestätigten, dass Gava Natalias leibliche Mutter ist. Wäre Natalias gerichtlich festgelegtes Geburtsdatum von 1989 korrekt, hätte Gava Natalia im Alter von zehn Jahren geboren. Die Staatsanwaltschaft erhielt außerdem Geburts- und Krankenhausunterlagen aus der Ukraine, die Natalias ursprüngliches Geburtsdatum, den 4. September 2003, bestätigen. Die Staatsanwaltschaft durfte diese Beweise jedoch nicht benutzen, da der Fall auf der Grundlage von Natalias Behinderung und nicht ihres Alters verhandelt wurde.
Cynthia Mans, die Natalia bei sich aufnahm, nachdem sie sie verlassen in der Wohnung in Lafayette entdeckt hatte, äußerte die Vermutung, dass Kristine Barnett durch den Film Orphan aus dem Jahr 2009 inspiriert worden sei, Natalias Alter rechtlich ändern zu lassen. Die Barnetts behaupteten, Natalia lüge über ihr Alter und zeige soziopathisches Verhalten, was der Handlung des Films ähnelt. Die Manses sagten jedoch, dass Natalia in ihrem Zuhause kein soziopathisches Verhalten gezeigt habe. Inzwischen hat Natalia Grace das Haus der Manses verlassen und lebt nun bei den DePauls, die sie einst adoptieren wollten. Nicole DePaul holte sie aus einer Kirche ab, nachdem Natalia aus dem Haus der Manses geflohen war. Nach Vorwürfen, die Manses hätten Natalia um Geld erpresst, halfen die DePauls ihr, einen Anwalt zu finden, um ihr Geld zurückzuerhalten.

## Berichterstattung
Im Jahr 2019 trat Natalia in einer Folge von Dr. Phil auf. Ihr Leben ist Gegenstand der 2023 erschienenen Investigation-Discovery-Serie Der Fall Natalia Grace (in der zweiten Staffel umbenannt in Der Fall Natalia Grace: Jetzt spricht Natalia). Die dritte Staffel wurde am 7. Januar 2025 auf Max veröffentlicht. Ihre Geschichte dient auch als Grundlage für die Hulu-Serie Good American Family.